# Nook

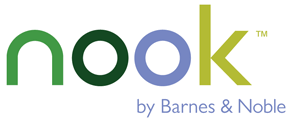
Logotyp produktu

Nook – marka czytników książek elektronicznych opartych na platformie Android oferowana przez amerykańską księgarnię Barnes & Noble. Premiera pierwszego urządzenia miała miejsce 30 listopada 2009 roku w Stanach Zjednoczonych. Pierwszy Nook został wyposażony w dwa wyświetlacze: główny 6" wyświetlacz wykonany w technologii E-papieru oraz drugi mniejszy kolorowy ekran dotykowy służący kontroli czytnika. Urządzenie oferowało łączność z sieciami Wi-Fi oraz siecią komórkową 3G firmy AT&T, posiadało 2 GB wewnętrznej pamięci oraz dodatkowy slot na karty SD.

## Cechy
Wszystkie czytniki Nook posiadają następujące funkcje:
- łączność Wi-Fi (darmowa łączność z siecią B&N w sklepach B&N)
- przechowywanie zakupionych książek i czasopism na koncie B&N (Free Cloud Storage)
- obsługa dokumentów w formacie EPUB (w tym formacie oferowane są publikacje w księgarni B&N) oraz PDF (w przypadku dokumentów w formacie PDF czytnik umożliwia wyświetlenie tekstu dopasowanego do rozmiaru wyświetlacza, niezależnie od oryginalnego formatu strony zapisanego w pliku PDF – tzw. funkcja reflow[1])
- możliwość pożyczania książek innym posiadaczom Nooka (Book Lending & Borrowing)

## Urządzenia

### Z wyświetlaczemE-papier

#### Nook Simple Touch
Nook Simple Touch to druga generacja czytnika Nook, reklamowana przez B&N jako „ultralekki czytnik o matowym ekranie dotykowym, którego bateria wytrzymuje ponad dwa miesiące na jednym ładowaniu”. Urządzenie pracuje pod kontrolą systemu Android, posiada 6" ekran dotykowy wykonany w technologii E-papieru, 2 GB pamięci wewnętrznej, slot na karty SD oraz łączność z sieciami Wi-Fi.
Specyfikacja:
- 6" ekran dotykowy wykonany w technologii E-papieru o rozdzielczości 600 × 800 pikseli (167 ppi)
- waga: 212 g
- procesor: 800 MHz Single-Core Processor OMAP 3621
- RAM: 256 MB
- pamięć wbudowana: 2GB (z czego 750 MB jest zarezerwowane na materiały zakupione w B&N), rozszerzalna przy pomocy kart SD.
- łączność: wbudowana karta Wi-Fi (802.11b/g/n)
- bateria: wbudowana bateria o pojemności 1530 mAH (3.7V, 5.66 Wh)

#### Nook Simple Touch with Glowlight
Nowy model czytnika Nook posiadający wszystkie cechy swojego poprzednika wzbogacone o podświetlenie ekranu („Glowlight”) umożliwiające czytanie przy słabym oświetleniu.

#### Nook Classic (wycofany z oferty)
Pierwszy model czytnika Nook. Wyposażony w dwa wyświetlacze: główny 6" wyświetlacz wykonany w technologii E-papieru oraz drugi mniejszy kolorowy ekran dotykowy służący kontroli czytnika. Urządzenie oferowało łączność z sieciami Wi-Fi oraz siecią komórkową 3G firmy AT&T, posiadało 2 GB wewnętrznej pamięci oraz dodatkowy slot na karty SD.

### Z wyświetlaczemLCD

#### Nook HD
Nook HD to 7" tablet wyróżniający się podwyższoną rozdzielczością ekranu, która wynosi 1440x900 pikseli (243 ppi). Urządzenie pracuje pod kontrolą zmodyfikowanego systemu Android w wersji 4.0, który umożliwia dostęp do usług i treści oferowanych przez Barnes & Noble (sklep B&N).
Specyfikacja:
- 7" ekran dotykowy wykonany w technologii LCD o rozdzielczości 1440 × 900 pikseli (243 ppi)
- waga: ok. 300 g
- procesor: Dual Core Ti OMAP 4470 @ 1.3 GHz
- GPU: POWERVR SGX544
- RAM: 1 GB
- pamięć wbudowana: 8 GB lub 16 GB (z czego 5 GB lub 13 GB jest dostępne dla użytkownika)), rozszerzalna przy pomocy kart micro SD.
- łączność: wbudowana karta Wi-Fi (802.11b/g/n)

#### Nook HD+
Nook HD+ to drugi, większy tablet z serii HD wyposażony w 9" ekran o podwyższonej rozdzielczości, która wynosi 1920x1280 pikseli (257 ppi), mocniejszy procesor oraz więcej pamięci ROM. Urządzenie pracuje pod kontrolą zmodyfikowanego systemu Android w wersji 4.0, który umożliwia dostęp do usług i treści oferowanych przez Barnes & Noble (sklep B&N).
Specyfikacja:
- 9" ekran dotykowy wykonany w technologii LCD o rozdzielczości 1920 × 1280 pikseli (257 ppi)
- waga: ok. 500 g
- procesor: Dual Core Ti OMAP 4470 @ 1.5 GHz
- GPU: POWERVR SGX544
- RAM: 1 GB
- pamięć wbudowana: 16 GB lub 32 GB (z czego 13 GB lub 28 GB jest dostępne dla użytkownika), rozszerzalna przy pomocy kart micro SD.
- łączność: wbudowana karta Wi-Fi (802.11b/g/n)

#### Nook Tablet (wycofany z oferty)
7" tablet oparty na zmodyfikowanym systemie Android w wersji 2.3.
Specyfikacja:
- 7" ekran dotykowy wykonany w technologii LCD o rozdzielczości 1024 × 600 pikseli (169 ppi)
- waga: ok. 400 g
- procesor: Dual Core Ti OMAP 4430 @ 1 GHz
- GPU: POWERVR SGX540
- RAM: 1 GB (w modelu z 16 GB pamięci wewn. ROM) lub 512 MB 9 w modelu 8 GB ROM)
- pamięć wbudowana: 16 GB lub 8 GB, rozszerzalna przy pomocy kart micro SD.
- łączność: wbudowana karta Wi-Fi (802.11b/g/n)

#### Nook Color (wycofany z oferty)
7" tablet oparty na zmodyfikowanym systemie Android w wersji 2.2.
Specyfikacja:
- 7" ekran dotykowy wykonany w technologii LCD o rozdzielczości 1024 × 600 pikseli (169 ppi)
- waga: ok. 442 g
- procesor: Ti OMAP 3621 @ 800 MHz
- GPU: POWERVR SGX530
- RAM: 512 MB
- pamięć wbudowana: 8GB, rozszerzalna przy pomocy kart micro SD.
- łączność: wbudowana karta Wi-Fi (802.11b/g/n)